# متیبمبیا
متیبمبیا (به لاتین: Metibembiya) یک منطقهٔ مسکونی در سری‌لانکا است که در استان مرکزی (سری‌لانکا) واقع شده‌است.